# Paul Linke
Paul Ferdinand Linke (nacido el  15 de marzo de 1876 en  Staßfurt, Salzland; fallecido el  19 de junio de 1955 en  Brannenburg, Distrito de Rosenheim en el Inn) fue un fenomenólogo alemán que participaba de la corriente de la fenomenología del sujeto (Gegenstandsphänomenologie) que se sitúa en la transición de la fenomenología a la filosofía analítica.

## Escritos
- El derecho de Fenomenología, Das Recht der Phänomenologie (1917).
- La inferioridad de experiencia en la teoría del conocimiento - notas marginales fenomenológicos a Hans Cornelio. Die Minderwertigkeit der Erfahrung in der Theorie der Erkenntnis – Phänomenologische Randglossen zu Hans Cornelius Transzendentaler Systematik, Kant-Studien (1919).